# Misery lit
| Misery lit (traumaporr) |
| --- |
| Sektion i bokhandel med 'misery lit'. - Betydelse – biografisk eller självbiografisk skönlitteratur fokuserad på misär - Bakgrund – 1974 (popularisering via Helen Forrester) - Relaterade begrepp – patografi (fokus på författarens sjukdomar), pornografi (underhållning med hjälp av sårbarhet) |

Misery lit eller traumaporr (engelska: trauma porn, misery lit eller misery memoirs) är en benämning på biografisk skönlitteratur fokuserad på ett liv i misär, vanligtvis med utgångspunkt i barndomen. Berättelserna är ofta skrivna i första person, där vanliga teman är psykiska eller sexuella övergrepp orsakade av en vuxen – inte sällan en förälder. Benämningar som misery lit och traumaporr används ofta ringaktande, med fokus på misären som en kommersiell och "säljande" ingrediens.

## Utveckling
Den självbiografiska "misär"-genren kan jämföras med äldre populärlitteratur med fokus på misär och en eländig uppväxt. Här nämns ibland Zolas Samhällets olycksbarn som ett exempel.
Genren anses ibland ha skapats eller populariserats av Helen Forrester, som 1974 fick en bästsäljare med Twopence to Cross the Mersey. En annan tidig bok i genren var Pojken som kallades Det (1995) av Dave Pelzer. Pelzers detaljerade litterära beskrivningar av missförhållanden under uppväxten har väckt uppmärksamhet och i vissa fall ifrågasatts. Även Pelzers metoder för att öka på försäljningssiffrorna har blivit föremål för kritik. Viktiga böcker för att etablera den här litterära genren är även Jung Changs Vilda svanar: tre döttrar av Kina (1992) och Frank McCourts Ängeln på sjunde trappsteget (1996).
Ett par svenska exempel i denna genre är Felicia försvann av Felicia Feldt och Det du inte såg av Patrik Sjöberg.
Genren blev under nollnolltalet ett populärt fenomen, framför allt bland kvinnliga läsare. Denna genre har beskrivits ha cirka 85 procent kvinnliga läsare, och böckerna har till cirka 80 procent sålts på stormarknader. 2007 beskrevs traumaporr/misery lit som "världens mest expansiva" litterära sektor, och 2006 utgjordes 11 av de 100 bästsäljande engelska pocketböckerna av misery lit. 2008 syntes vissa tecken på att populariteten för genren var dalande.

## Namngivning och kritik
Namngivningen traumaporr syftar primärt på ett litterärt berättande som lyfter fram dåliga upplevelser. Namngivningen relaterar till fokuseringen på ett upplevt (psykiskt) trauma och utnyttjandet av detta fokus, på samma sätt som pornografi ofta anses fokusera på sårbarhet och maktskillnader som del av sitt effektskapande. Fokuseringen på upplevda trauman ses ibland som relaterad till viktimisering och offermentalitet. Även misery lit anses vara en värderande och ringaktande benämning. Genren har i vissa fall ett innehåll som kan även kan inkludera stilar som erotisk romance eller generationsroman. Journalistiska beskrivningar av sexbranschen med fokus på personers traumatiska bakgrund kan även beskrivas som traumaporr.
Vissa av genrens författare har sagt att skrivandet hjälpt dem att bearbeta egna traumatiska minnen, samt skrivits för att hjälpa läsarna att kunna göra detsamma. En del läsare av dessa böcker menar att genrens popularitet indikerar en växande kulturell vilja att ta sig an en del känsliga teman – inte minst sexuella övergrepp mot barn – som tidigare ignorerats och tystats ner.
Genren har rönt kritik i samband med diskussioner omkring "falska minnen" eller ett närmast voyeuristiskt läsarintresse för berättelser som avslöjar privata ting. I The Times har Carol Sarler menat att genrens popularitet indikerar en samtid som både förfasas över och intresserar sig för berättelser om pedofili. Även andra kritiker har beskrivit genrens popularitet med dess kombination av moralisk indignation och kittlande innehåll.

## Liknande begrepp
Inom journalistik och olika massmedier kan ett liknande fokus på negativa upplevelser användas till skapandet av misärporr (där lidandet lyfts fram). Ett lite vidare begrepp är socialporr, där någons eller någras utsatthet är central del av texten eller presentationen.
En snarlik litterär genre är patografi (engelska: pathography), grekiska för 'lidande-skrivande'. Denna syftar tydligare på författarens egen eller en närståendes erfarenhet av sjukdom och lidande. Majoriteten av författarna beräknas vara kvinnor.